# Bitka pri Turtle Gut Inlet
Bitka pri zalivu Turtle Gut (29. junij 1776) je bila pomembna, zgodnja pomorska zmaga za kontinentalno mornarico in bodočega "očeta ameriške mornarice", kapitana Johna Barryja.
To je bila prva zasebna bitka ameriške revolucionarne vojne.
Bitka je povzročila prvo ameriško žrtev vojne v New Jerseyju, poročnika Richarda Wickesa, brata kapitana Lamberta Wickesa.
To je bila edina bitka v revolucionarni vojni, ki se je odvijala v okrožju Cape May, New Jersey.